# Kristo Floqi
Kristo Floqi (nevének ejtése kɾistɔ flɔt͡ɕi; Görice, 1873. október 24. – Tirana, 1951) albán politikus, jogász, drámaíró, költő, műfordító.
A jogi végzettségű Floqi magánpraxisa mellett 1908-tól 1912-ig az amerikai albánok politikai életét szervezte. 1913-ban a függetlenné vált Albánia bírósági szervezetének első elnöke volt, nevéhez fűződik az albán jogrendszer alapköveinek lerakása. 1920–1921-ben hazája oktatásügyi minisztere volt, ezt követően 1944-ig nemzetgyűlési képviselőként és államtanácsosként politizált. Politikai és jogi pályafutása mellett termékeny drámaíró volt, könnyed komédiái a két világháború között a legnépszerűbb színpadi művek közé tartoztak Albániában. A második világháború után a kommunista hatóságok letartóztatták, a börtönben halt meg 1951-ben.

## Életútja
A délkelet-albániai Göricében (ma Korça) született egy fakereskedő fiaként. Öccseinek egyike, Thanas Floqi (1884–1945) később szintén politikus lett. Alapiskoláit szülővárosában járta ki, majd egy athéni gimnáziumba íratták be, és az Athéni Egyetemen szerzett jogi oklevelet is 1899-ben. Ezt követően Görögországban maradt, hogy elindítsa ügyvédi praxisát. 1902-ben a konstantinápolyi Mekteb-i Hukuk jogakadémián sikeresen letette a különbözeti vizsgát, amellyel már az Oszmán Birodalom területén is folytathatott jogi tevékenységet. Így visszatért szülővárosába, ahol 1908-ig vezette ügyvédi irodáját. Ügyfélköre kiterjedt a közeli Manasztirra, valamint dolgozott a dibrai ítélőtáblán is. Konstantinápolyi tartózkodása során közelebbi ismeretségbe került az oszmán fővárosban élő, az albánok kulturális-politikai önrendelkezéséért küzdő hazafiakkal.
1908-ban Floqi kivándorolt az Amerikai Egyesült Államokba, ahol a bostoni albán folyóirat, a Dielli (’A Nap’) szerkesztője lett. 1912. április 28-án Fan Nolit és Faik Konicát támogatta az amerikai albánok politikai szervezete, a Vatra Amerikai Összalbán Szövetség megalakításában. 1912–1913 telén New Yorkban Zër’ i Popullit (’A Nép Hangja’) címen megalapította rövid életű hetilapját, majd hazatért az 1912 végén függetlenségét kikiáltó Albániába.
1913 márciusában Floqi részt vett az Albánia nemzetközi elismertségéért egybehívott trieszti albán kongresszuson. Ezt követően az ország első kormánya, az Ismail Qemali vezette vlorai kabinet mellett tevékenykedett, noha több kérdésben is véleménykülönbségeik voltak Qemalival. Floqi az 1913. június 6-án megalakult Polgári és Büntetőjogi Törvényszék első elnökeként a fiatal állam jogrendszerének kidolgozásán dolgozott. 1914-ben az igazságügyi minisztérium főtitkárává nevezték ki. Amikor 1914 decemberében Vlorát megszállták az olasz csapatok, Floqi az észak-albániai Shkodrában telepedett le, és az első világháború éveiben jogi praxisával foglalkozott. 1919 májusában Agimi (’A Hajnal’) címen elindította a Vellazenija (’Testvériség’) nevű politikai kör szolgálatába állított havilapját.
1920-ban kinevezték a shkodrai fellebbviteli bíróság elnökének, majd 1920. november 15-étől 1921. július 1-jéig Iliaz Vrioni első kormányában az oktatásügyi tárca vezetését bízták rá. 1921–1922-ben az első állandó albán nemzetgyűlés képviselője volt. 1925 és 1928 között ismét nemzetgyűlési képviselőként politizált, ezzel párhuzamosan 1925–1926-ban szerkesztette és kiadta az Independenca Shqiptare (’Albán Függetlenség’) című politikai folyóiratot. 1929 és 1944 között államtanácsosi rangban a politika közelében maradt, másfél évtizeden át az egymást követő kormányok munkáját segítette, 1940 után már mint az államtanács alelnöke. 1943 novemberében – Albániát ekkor a Harmadik Birodalom hadserege tartotta megszállva – ismét az albán nemzetgyűlés képviselője lett.
A második világháborút követően a hatalmat magukhoz ragadó kommunista hatóságok letartóztatták Floqit, aki 1951-ben tiranai börtönében halt meg.

## Szépírói munkássága
Első versei 1908-ban jelentek meg a Spiro Dine szerkesztette, Valët e detit (’A tenger hullámai’) című antológiában. Hazafias lírájában és verses meséiben az albán nemzet nagy költője, Naim Frashëri stílusát követte. Igazán termékeny azonban a drámairodalom területén volt. 1914-ben jelent meg első, szintén hazafias ihletésű drámai műve, a Fe e kombësi (’Hit és hazafiság’), amelyet az élete során írt további három hazafias-történelmi tematikájú tragédia, valamint tizenhét vígjáték és komédiajelenet követett. A 20. század első felének legnépszerűbb drámaírói közé tartozott. Irodalmi és esztétikai értéküket tekintve művei talán nem tartoztak a legkiforrottabb szépirodalmi alkotások közé, de könnyed, humoros színdarabjait a nagyközönség kedvelte. Emellett Floqi Szophoklész, Euripidész és Molière több drámai művét lefordította albánra.

## Főbb művei
Jogi szakmunkái
- E drejta themelore ose konstitucjonale (Hukuki-esâs): Trajtim shqenzuer për përdorim të njerësve të Shtetit, nënpunsave të Qeveris Shqyptare, gjyqtarve, avokatve, juristave, studentave të Drejtsis e përgjithrish të nënshtetasve (’Alap- és alkotmányos jogok: Összefoglaló vázlat államférfiaknak, tisztviselőknek, bíróknak, ügyvédeknek, jogászoknak, jogtanulóknak és állampolgároknak’). Shkodër: Shtypshkronja Françeskane. 1920.
- Administrata ose e drejta sundimore (Hukkuki-idaré): Trajtim theorik e praktik për dobi të nëpunësve e nënshtetasve shqyptarë (’Közigazgatás és joguralom: Elméleti és gyakorlati vázlat tisztviselők és állampolgárok számára’). Vlorë: Shtypshkronja “Vlora”. 1923.
- Elementa të ekonomisë politike për kursin praktik të nënëpunësve të shtetit (’A politikai gazdaságtan alapjai köztisztviselők gyakorlati képzéséhez’). Tiranë: Shtypshkronja “Nikaj”. 1923.

Drámái
- Fe e kombësi: Dramë kombëtare me katër akte dhe katër tabllo (’Hit és hazafiság: Nemzeti dráma négy felvonásban és négy élőképpel’). Sofje: Shtypshkronja “Mbrothësia”. 1914.
- Karlo Topija: Dramë kombëtare në 5 akte (’Karl Topia: Nemzeti dráma öt felvonásban’). Vlorë: Shtypshkronja “Vlora”. 1923.
- Pirro Neoptolemi: Tragjedi në 5 akte mbas Euripidit e Racinës (’Pürrosz Neoptolemosz: Ötfelvonásos tragédia Euripidész és Racine nyomán’). Vlorë: Shtypshkronja “Vlora”. 1923.
- Triumfi i lirisë: Dramë kombëtare në 4 akte e në një tabllo (’A szabadság diadala: Nemzeti dráma négy felvonásban és egy élőképpel’). Korçë: Shtypshkronja “Dhori Koti”. 1938.

Vígjátékai
- Do të vras vedin: Komedi nji veprimi (’Megölöm ezt a helyet: Vígjáték egy felvonásban’). Shkodër: Shtypshkronja “Nikaj”. 1920.
- Lojnat e studentave: Komedi në një akt (’Diákok játéka: Vígjáték egy felvonásban’). Shkodër: Shtypshkronja Françeskane. 1920.
- Vllazni e interesë: Komedi një veprimi (’Érdektestvériség: Vígjáték egy felvonásban’). Shkodër: Shtypshkronja “Nikaj”. 1920.
- Dhëndër me përdhuni: Komedi në një akt (’Vőlegénycsinálás: Vígjáték egy felvonásban’). Vlorë: Shtypshkronja “G. Direttore et C.”. 1922.
- E bija e bankjerit: Komedi në një akt (’A bankár lánya: Vígjáték egy felvonásban’). Vlorë: Shtypshkronja “G. Direttore et C.”. 1922.
- Merre t’a marrim: Komedi me një akt (’Így és úgy: Vígjáték egy felvonásban’). Tiranë: Shtypshkronja “Tirana”. 1922.
- Nder e qytetni: Komedi me 1 akt (’Tisztesség és műveltség: Vígjáték egy felvonásban’). Tiranë: Shtypshkronja “Tirana”. 1922.
- Pësimet-mësime: Komedi me një akt (’Megpróbáltatások és tapasztalatok: Vígjáték egy felvonásban’). Tiranë: Shtypshkronja “Tirana”. 1923.
- Rrogat e nëpunësve: Komedi me një akt (’A hivatalnok bére: Vígjáték egy felvonásban’). Tiranë: Shtypshkronja “Mbrothësia”. 1923.
- Zi e më zi: Komedi me një akt (’Sötét és még sötétebb: Vígjáték egy felvonásban’). Korçë: Shtypshkronja “Dhori Koti”. 1923.
- Akraballëkët: Komedi me një akt (’Protezsáltak: Vígjáték egy felvonásban’). Tiranë: Shtypshkronja “Mbrothësia”. 1926.
- E mbesa e Krahinarit: Komedi me një akt (’A körzetvezető unokahúga: Vígjáték egy felvonásban’). Tiranë: Shtypshkronja “Mbrothësia”. 1926.
- Ministri kandidat: Komedi me një akt (’A miniszterjelölt: Vígjáték egy felvonásban’). Tiranë: Shtypshkronja “Mbrothësia”. 1926.
- Reklamë e blofë: Komedi me një akt (’Reklám és blöff: Vígjáték egy felvonásban’). Tiranë: Shtypshkronja “Mbrothësia”. 1926.
- Burri-burrë: Komedi në një akt (’Férfimódra: Vígjáték egy felvonásban’). Tiranë: (kiadó nélkül). 1943.

Zenés színpadi műve
- Qethulli politik: Operetë në 4 akte (’Politikai színpad: Operett négy felvonásban’). Tiranë: Shtypshkronja “Tirana”. 1922.

Lírai művei
- Shqyptarët ose një bisedim midis një shqiptari e një maxhari: Vjershë (’Albánok, avagy Párbeszéd egy albán és egy magyar között: Költemény’). Shkodër: Shtypshkronja Françeskane. 1920.
- Tingëllimet e zembrës: Vjersha (’Szívzörejek: Versek’). Vlorë: Shtypshkronja “G. Direttore et C.”. 1922.
- Dëshmorët e Rilindjës ose epopé e Korçës (’A nemzeti mozgalom hősei, avagy Korça eposza’). Tiranë: (kiadó nélkül). 1935.